# 鎌田勝太郎
鎌田 勝太郎（かまだ かつたろう、諱・正康。号・淡翁、1864年2月29日〈元治元年1月22日〉 - 1942年〈昭和17年〉3月28日）は、戦前日本の実業家、政治家、社会事業家、資産家、醤油醸造家（堺屋）、香川県多額納税者、地主。貴族院多額納税者議員（4期）。衆議院議員（当選1回）。従五位勲三等。族籍は香川県平民。
坂出塩業の振興につとめ「讃岐坂出塩業の父」とも称される。貴族院政治史上最多の当選回数（4選）の保持者でもあり、貴族院の重鎮としても君臨した。

## 経歴
醤油醸造を業とする家に生まれた。鎌田正平の長男。2歳、あるいは3歳の時、父親が死亡し、祖父母と母親の手で育てられた。1876年8月、家督を相続した。
12歳で高松の三野盤渓の塾に塾生として住込み、勉学に励む。1878年（明治11年）、14歳で上京して慶應義塾に内弟子として入門、2年間教えを受けた。在学中に北海道を見聞して帰郷したのちに「快航丸」という船を購入し、「坂出 - 函館間」の海運業を興す。
醤油醸造を業とし、家号を堺屋と呼ぶ。若くして手腕を発揮。醤油醸造によって得た利益を社会に還元することを考え、鎌田育英会をおこして慈善育英事業に従事。育英や社会事業に尽くした。
塩業界の富豪としては、宇多津塩田株式会社を資本金三万円で設立し、岡山の野崎武吉郎とも並んで称され、坂出塩産合資会社では、地主による会社として塩・石炭の販売を行い、清への貿易を早い段階で始めた。銀行家としては、第百十四国立銀行の大株主でもある鎌田は、銀行経営に深い関心を寄せ、朝鮮実業銀行社長となり製塩業を対象とする銀行経営に乗り出した。また、塩消費税問題に対処するため大日本塩業同志会を設立。
讃岐紡績、宇多津塩田、朝鮮実業、鎌田産業各社長、坂出銀行頭取、讃岐鉄道、高松銀行各取締役、讃岐信託相談役、琴平急行電鉄顧問、香川県教育会理事長、鎌田共済会会頭などをつとめた。
貴族院政治家としては、曽我祐準、谷干城に近い懇話会系の議員として出発し、平山成信・江木千之らの茶話会に対抗した。その後、1923年(大正13年）の貴族院第46議会に質問演説で貴族院改革の必要を強調。近衛文麿らが所属する土曜会に所属したがのちに、朝日倶楽部を経て政友会系の交友倶楽部に移った。

## 人物
住所は香川県綾歌郡坂出町、東京市麹町区一番町。

## 年表
讃岐国坂出村（現・香川県坂出市）生まれ。鎌田家は代々、香川県綾歌郡坂出町で醬油製造業を営んでいた。
- 1878年（明治11年） - 上京して慶應義塾に入学。
- 1883年（明治16年） - 塩産合資会社社長。
- 1886年（明治19年） - 私立済々学館長。
- 1892年（明治25年） - 香川県会議長。
- 1893年（明治26年） - 坂出銀行頭取。
- 1894年（明治27年） - 第4回衆議院議員総選挙にて衆議院議員に当選。大日本塩業同盟会設立。
- 1896年（明治29年） - 讃岐鉄道取締役。
- 1897年（明治30年） - 讃岐紡績会社社長（大正7年倉敷紡績会社に合併）
  - 9月 - 貴族院多額納税者議員当選。同月29日に就任[15]。
- 1904年（明治37年）10月13日 - 貴族院多額納税者議員辞任[16]。
- 1905年（明治38年） - 朝鮮実業株式会社設立。
  - 1月 - 貴族院多額納税者議員当選。同月24日に就任[17]。
- 1932年（大正7年） - 財団法人鎌田共済会設立。
- 1925年（大正14年）9月 - 貴族院多額納税者議員辞任。
- 1942年（昭和17年） - 死去。79歳。

## 栄典
- 明治二十九年 - 従五位
- 大正五年 - 叙勲三等瑞宝章
- 昭和十七年 - 藍綬褒章

## 家族・親族
鎌田家
『淡翁鎌田勝太郎伝』の鎌田家の系譜には「その祖先に正興と称して保元の昔、崇徳上皇が讃岐に遷された時京師より上皇に従って来て鼓ケ岡に奉仕し、後に鵜足郡川津村鎌田原に移り住み、一池を築いて鎌田池と名づけた人がある。二十余世を経て兵部と云う人が慶安年中坂出村に移る（慶安4年11月朔日没）。1789年（寛政元年）、鎌田醤油創業。兵部より七代初代宇平太、八代仲蔵（二代目宇平太正方）の世になり家産が大いに富む。」とある。
- 祖父・仲蔵（二代目宇平太正方）[19]
- 父・正平（香川平民）[10][11]
- 妻・ヨシエ（岡山、中原俊輔の長女）[10]
- 養子・憲夫（1889年 - ?、香川、鎌田大三郎の四男、鎌田産業、朝鮮実業各取締役）[14]
  - 同妻・ツギオ（1887年 - ?、香川、黒瀬琢郎の姉[6]、黒瀬與重郎の二女[10][11]）
  - 同男・正光（1914年 - ?）[6][14]
  - 同男・正隆（1916年 - ?）[6][14] - 妻の定子は山口県多額納税者で大地主菊屋孫輔の三女[20]。
  - 同女・萬壽子（1912年 - ?）[6][14]
- 養子・榮（1900年 - ?、分家[14]、広島、赤松又四郎の四男[7]、坂出市長）
  - 妻・トヨ（1900年 - ?、香川、岡部忠次郎の三女）[7]
- 男（生母は東京の真壁サタ、1927年 - ?）[14]
- 孫[10]

親戚
- 鎌田大三郎（酒造業、坂出銀行常務取締役、鎌田産業取締役）
- 黒瀬琢郎（地主、香川県多額納税者）
- 黒瀬與重郎（香川県多額納税者、大地主、資産家）